# 동점초등학교
동점초등학교는 대한민국 강원특별자치도 태백시에 있는 초등학교이다.

## 학교 연혁
- 1949년 3월 11일 : 개교
- 1960년 10월 1일 : 신축 교사로 이전
- 1996년 3월 1일 : 동점초등학교로 개칭